# Albert Rosental

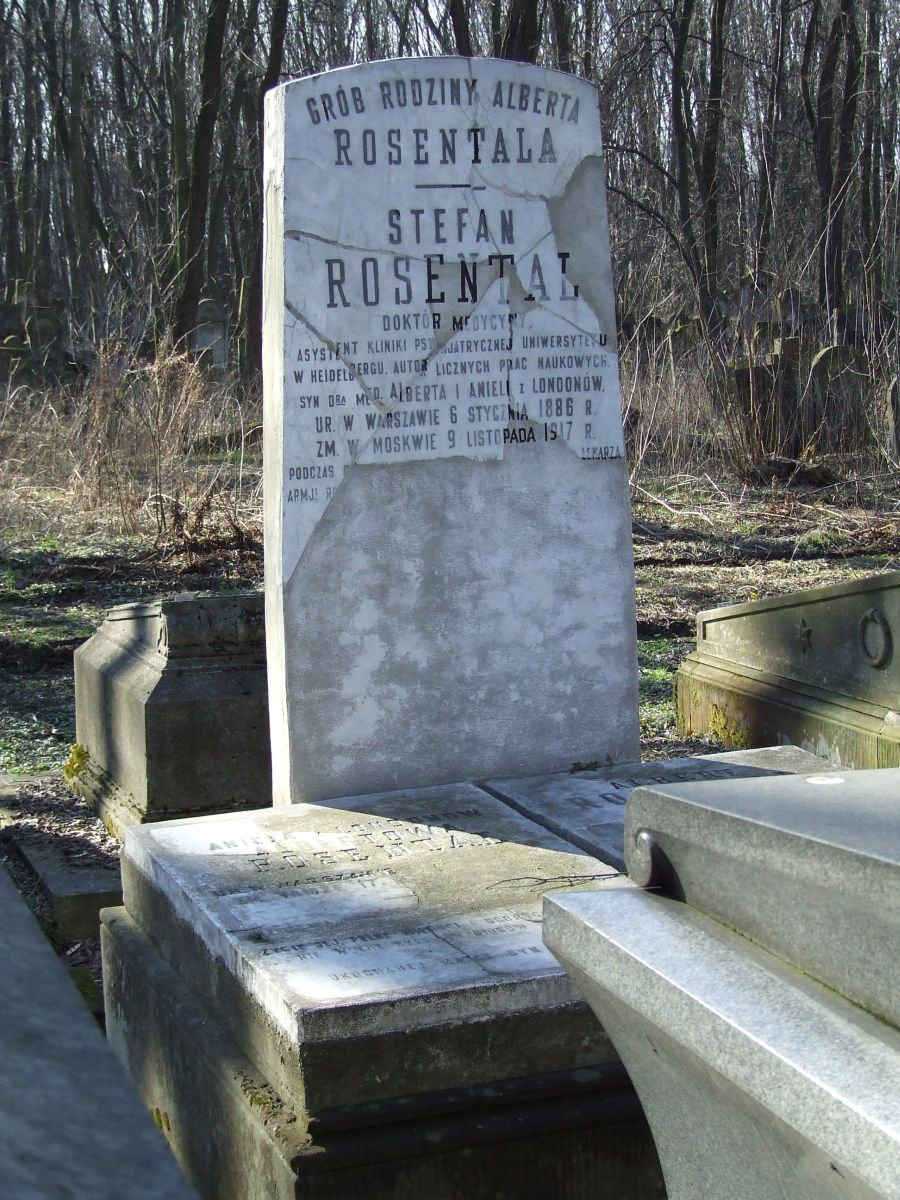
Grób Alberta Rosentala na cmentarzu żydowskim przy ulicy Okopowej w Warszawie

Albert Rosental (ur. 26 grudnia 1857 w Sieradzu, zm. 1 maja 1921 w Warszawie) – polski lekarz psychiatra.

## Życiorys
Urodził się w Sieradzu w zasymilowanej rodzinie żydowskiej. Uczył się w gimnazjum w Kaliszu, od 1874 studiował medycynę na Cesarskim Uniwersytecie Warszawskim. Na IV kursie medycyny został wyróżniony przez Wydział Lekarski Uniwersytetu złotym medalem za rozprawę Paralysis progressiva. Krytyczny rozbiór psychicznych i nerwowych zaburzeń przy początkowym rozwoju porażenia postępującego. 8 grudnia 1879 otrzymał dyplom lekarza. Dzięki rocznemu stypendium przyznanemu przez Uniwersytet uzupełniał studia w Berlinie u Carla Westphala i w Warszawie w laboratorium uniwersyteckim Włodzimierza Brodowskiego oraz w szpitalu św. Jana Bożego u Romualda Pląskowskiego (od lutego 1881 jako lekarz miejscowy, od lipca 1882 zatrudniony na stanowisku asystenta). W 1882 roku przedstawił dysertację doktorską. W 1883 odbył podróż po europejskich klinikach psychiatrycznych, zwiedzając kliniki w Wiedniu, Monachium, Bazylei, Achern, Heidelbergu, Bonn i Paryżu. 
Od września 1905 starszy asystent, od 1915 lekarz naczelny. Członek zarządu Polskiego Towarzystwa Psychiatrycznego od I zjazdu w 1920.  Przy ul. Orlej 15 prowadził prywatny „Gabinet leczenia elektrycznością”. 
Zmarł 1 maja 1921, pochowany na cmentarzu żydowskim przy ulicy Okopowej (kwatera 20, rząd 10). Wspomnienie pośmiertne napisał Stanisław Orłowski. 
Brat Izydor Rosental był prokurentem w stołecznym banku, siostra Eugenia Perlowa wyszła za kupca. Z żoną Anielą z domu London miał syna Stefana (1886–1917), lekarza neurologa i psychiatrę. Drugi syn Tadeusz (1888–po 1938) był przemysłowcem, prezesem zarządu Sieradzkich Zakładów Spirytusowych.

## Prace
- Paralysis progressiva: krytyczny rozbiór psychicznych i nerwowych zaburzeń przy początkowym rozwoju porażenia postępującego. Warszawa 1879
- O rzadkim wypadku nowotworów wtórnych na podstawie czaszki. Gazeta Lekarska 15 (12, 13, 14), ss. 107–109, 115–116, 123–125, 1880
- Dwa przypadki sclerosis lateralis amyotrophicae. Gazeta Lekarska 16 (12, 13), ss. 233–238 i 13, ss. 256–262, 1881
- O zmianach anatomicznych mózgu przy chorobach zakaźnych. Gazeta Lekarska 16 (19), ss. 381–383, 1881
- O zmianach mózgu przy chorobach zakaźnych. Pamiętnik Towarzystwa Lekarskiego Warszawskiego 78 (1), ss. 1–48 + 1 tabl. (1882)
- K woprosu ob anatomiczeskich izmenenijach mozgowoj kory pri nekotorych infekionnych boleznjach. Warszawa: K. Kowalewski, 1883
- Hypochondria w dziedzinie zboczeń umysłowych. Gazeta Lekarska 19 (13), ss. 239–244, 1884
- Allgemeine Paralyse mit sensorischer Aphasie associirt. Centralblatt für Nervenheilkunde, Psychiatrie und gerichtliche Psychopathologie 9 (8), ss. 225–231, 1886
- Najnowsze prace z elektrodyagnostyki i elektroterapii. Medycyna 15 (47, 48), ss. 772–775 (1887)
- (tłum.) Lange CG. O wzruszeniach umysłu (affektach): studyum psycho-fizyologiczne. Warszawa: Wydawnictwo „Medycyny”, 1888
- Hypnotyzm przed sądem kryminalnym. Kurjer Codzienny 24 (100), ss. 2–3, 1888
- Nowsze środki lekarskie w terapii chorób nerwowych i umysłowych. Medycyna 16 (45, 46, 47), ss. 761–764, 777–780, 793–795, 1888
- Ein neuer Fall von sensorischer Aphasie mit Worttaubheit.  Centralblatt fuer Nervenheilkunde, Psychiatrie und gerichtliche Psychopathologie12 (24), ss. 738–740, 1889
- Afazyja i bezwład ogólny postępujący. Gazeta Lekarska 25, 10, ss. 186–191, 1890
- Nekrolog v. Rothe. Allgemeine Zeitschrift für Psychiatrie 60, s. 302, 1903